# Neue Kirche Witikon

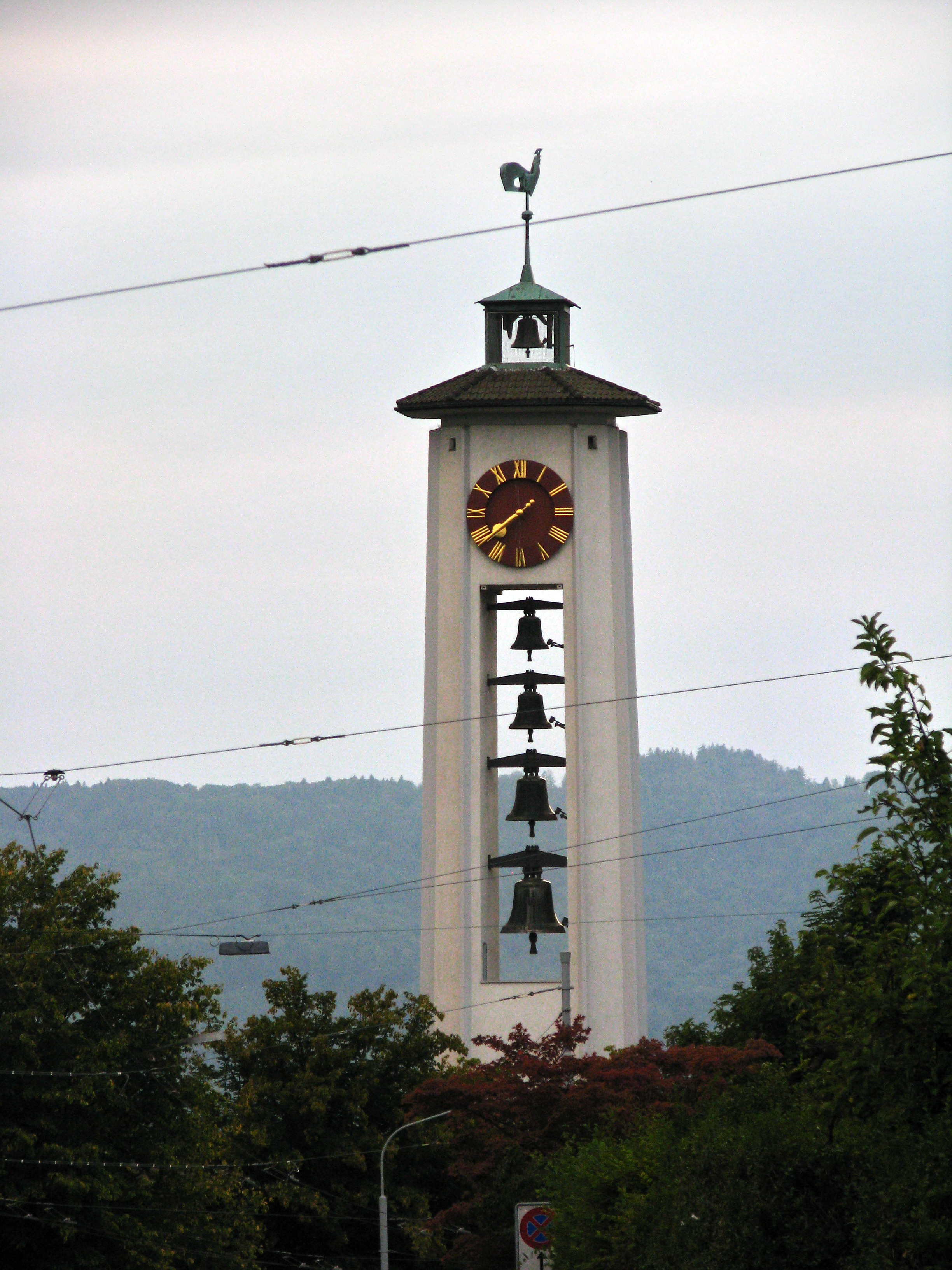
Turm der Neuen Kirche Witikon

Die Neue Kirche Witikon ist eine evangelisch-reformierte Kirche in der Stadt Zürich. Sie steht an der Witikonerstrasse 288 im Zentrum des gleichnamigen Quartiers Witikon.

## Geschichte
Als das Quartier Witikon im 20. Jahrhundert infolge der Nähe zur Innenstadt von Zürich stetig wuchs, musste die reformierte Kirchgemeinde als Ergänzung zur Alten Kirche eine neue errichten. Den Architekturwettbewerb konnte Theodor Laubi für sich entscheiden; die Kirche wurde nach seinen Plänen in den Jahren 1955–1957 inmitten des Quartiers auf einem abfallenden Areal an der Ecke Witikonerstrasse und Heilighüsli erbaut.
Im Jahr 1981 wurde die Kirche im Innern umgebaut und den neuen Bedürfnissen angepasst.

## Baubeschreibung

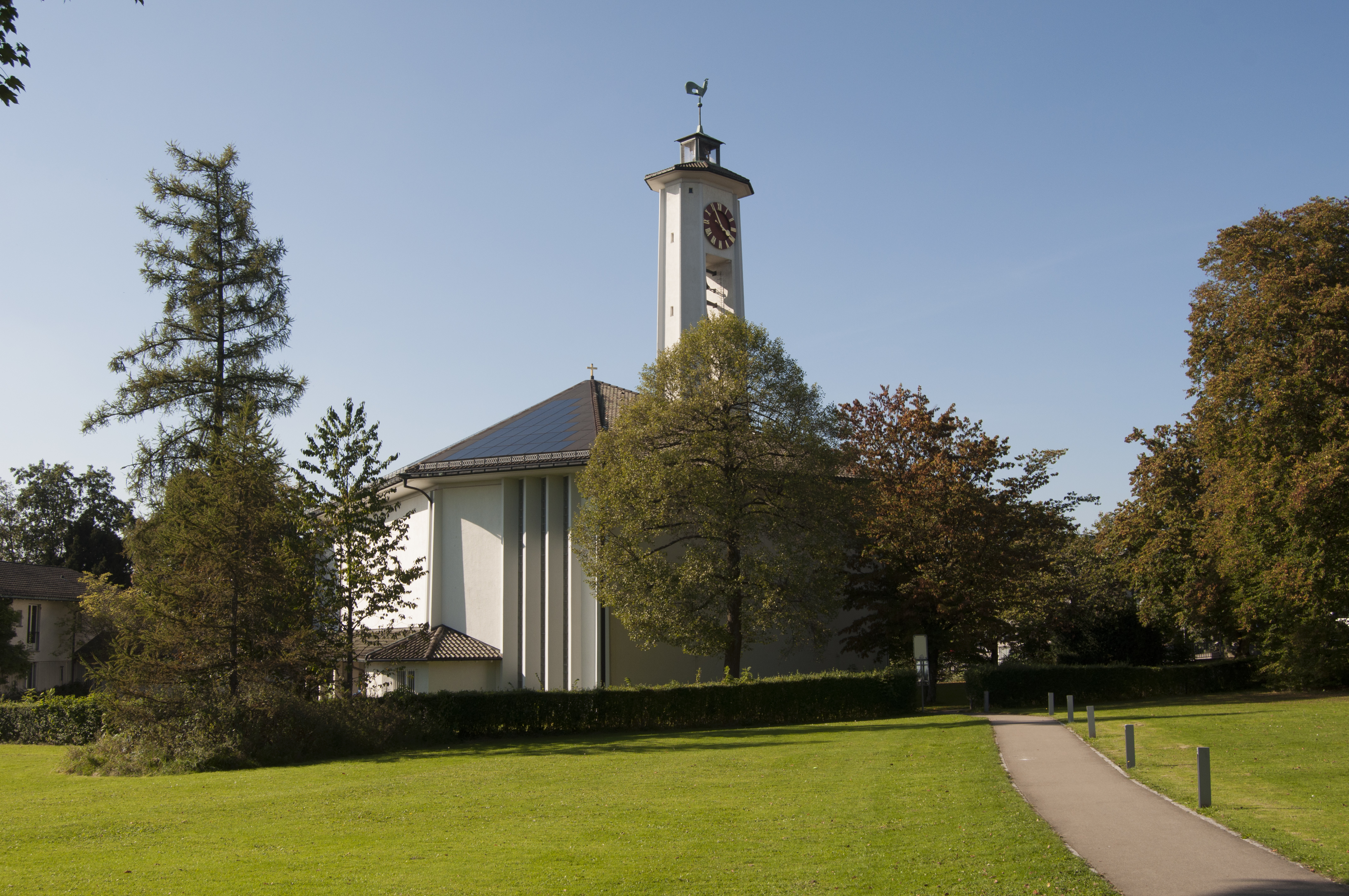
Südostseite des Baus

Von Weitem verweist der freistehende Glockenturm auf die Lage der Neuen Kirche Witikon. Er besitzt ein fünfstimmiges Geläut, welches in der Tonfolge As° c' es' f' g' erklingt und im Jahr 1956 von der Glockengiesserei H. Rüetschi gefertigt wurde. Von der Witikionerstrasse gelangt der Besucher über einen weiten Vorplatz zum Ensemble, das aus der Kirche, einem Pfarrhaus und einem Kirchgemeindezentrum besteht. Die Gebäude sind mit Verbindungsbauten erschlossen. Von aussen zeigt das Ensemble eine zeittypische Architektur, das eine Verwandtschaft der Neuen Kirche Witikon mit der Stefanskirche Hirzenbach in Schwamendingen und der Markuskirche in Seebach aufzeigt. Feine, elegante Betonpfeiler strukturieren die Längsfassaden der polygonalen Kirche. Im Jahr 1981 wurde die Kirche im Innern stark verändert und so den liturgischen Bedürfnissen der Zeit angepasst.

## Orgel
Im Jahr 1957 erhielt die Neue Kirche Witikon ihre Orgel. Es handelt sich um ein Instrument mit 39 Registern auf drei Manualen und Pedal, das durch Orgelbau Metzler AG, Dietikon errichtet wurde. Seine Disposition lautet:
| I Rückpositiv C–g3 |              |
| Gedackt            | 8′           |
| Quintatön          | 8′           |
| Prinzipal          | 4′           |
| Blockflöte         | 4′           |
| Flageolet          | 1/3′         |
| Sesquialter        | 2/3′ + 13/5′ |
| Mixtur III–IV      | 1′           |
| Dulcian            | 16′          |
| Krummhorn          | 8′           |
| Tremulant          |              |

| II Hauptwerk C–g3   |      |
| Rohrflöte           | 16′  |
| Prinzipal           | 8′   |
| Koppelflöte         | 8′   |
| Gemshorn            | 8′   |
| Oktave              | 4′   |
| Rohrflöte           | 4′   |
| Superoktave         | 2′   |
| Rauschquinte III–IV | 2'   |
| Mixtur IV–VI        | 1/3′ |
| Trompete            | 8'   |

| III Brustwerk (schwellbar) C–g3 |      |
| Prinzipal                       | 8′   |
| Rohrflöte                       | 8′   |
| Oktave                          | 4′   |
| Spitzflöte                      | 4′   |
| Prinzipal                       | 2′   |
| Waldflöte                       | 2′   |
| Quinte                          | 2/3′ |
| Scharff IV–V                    | 1/3′ |
| Terzcymbel III                  | 1/2′ |
| Schalmei                        | 8′   |
| Klarine                         | 4′   |

| Pedal C–f1 |     |
| Prinzipal  | 16′ |
| Subbass    | 16′ |
| Prinzipal  | 8′  |
| Spitzflöte | 8′  |
| Oktave     | 4′  |
| Mixtur V   | 4′  |
| Posaune    | 16′ |
| Zinke      | 8′  |

- Normalkoppeln: I/II, III/I, III/II, I/P, II/P, III/P
- Spielhilfen:  3 freie Kombinationen, 2 feste Kombinationen F und TT, Registercrescendo, Absteller Zungen und Mixturen

Von 1978 bis 2016 wirkte Theo Wegmann hier als Organist und Konzertveranstalter.